# William Woodthorpe Tarn
William Woodthorpe Tarn fue un historiador, erudito y escritor británico nacido el 26 de febrero de 1869 y fallecido el 7 de noviembre de 1957). Fue miembro de la Academia Británica desde 1928. Escribió extensamente sobre el mundo helenístico, sobre todo de Alejandro Magno.  

## Su trabajo sobre Alejandro Magno
Tarn hizo una interpretación idealista de las conquistas de Alejandro, impulsado fundamentalmente por su visión de la "unidad de la humanidad", en consonancia con la interpretación de Plutarco (Alejandro Magno, vol. 1). 
La Dra. Jeanne Reames señaló que "Tarn hizo un retrato de Alejandro, el conquistador macedonio convertido en un verdadero caballero escocés. Participó en elaborar una visión apologética de Alejandro pintado como el filósofo de la armadura, un joven rey caballeresco que trajo la cultura griega superior a los pobres bárbaros ignorantes”.
Con los dos volúmenes de la biografía de Alejandro y en su artículo Cambridge Ancient History influyó en el pensamiento popular de las generaciones futuras, e incluso en los círculos académicos. De hecho, la imagen de Alejandro en la escuela secundaria y la universidad aún reflejan las ideas de Tarn más que ningún otro investigador posterior.  
También investigó ampliamente sobre la historia de los greco-bactrianos e indo-griegos. En su libro The Greeks in Bactria and India, Tarn se basó en las fuentes tanto clásicas occidentales como de la India, además de  la numismática, para dar cuenta de las múltiples facetas del imperio dinástico y de conquista de Alejandro. 

## Obra
- Antigonos Gonatas. Oxford: Clarendon Press, 1913. (Later editions: Oxford University Press, 1969 (hardcover, ISBN 0-19-814275-7); Chicago: Argonaut, 1969 (hardcover, ISBN 0-8244-0142-5).
- The Hellenistic Age: Aspects of Hellenistic Civilisation (con Bury, J.B.; Barber, E.A.; Bevan, Edwyn). Cambridge: Cambridge University Press, 1923.
- Hellenistic Civilisation. Londres: Edward Arnold & Co., 1927. (2nd, rev. ed., 1930. 3rd ed., with G.T. Griffith, 1952.)
- Seleucid-Parthian Studies (Proceedings of the British Academy; XVI). Londres: Humphrey Milford, 1930.
- Hellenistic Military and Naval Developments. Cambridge: Cambridge University Press, 1930. (Latest ed., New York: Biblo and Tannen, 1998 (paperback, ISBN 0-8196-0169-1).
- Alexander the Great and the Unity of Mankind. Londres: Humphrey Milford, 1933.
- The Greeks in Bactria & India. Cambridge: Cambridge University Press, 1938. (3rd, revised ed. Chicago Ridge, IL: Ares Publishers, 1997 (hardcover, ISBN 0-89005-524-6).
- Alexander the Great. Vol. I, Narrative; Vol. II, Sources and Studies. Cambridge: Cambridge University Press, 1948. (New ed., 2002 (paperback, ISBN 0-521-53137-3).
- Treasure of the Isle of Mist. Oxford: Oxford University Press, 1959.